# Tatayourt
Tatayourt (Татаюрт) est un village du Daghestan en fédération de Russie situé dans le raïon de Babayourt, à 17 kilomètres de Babayourt. Sa population était de 2 366 habitants en 2010.

## Historique
Ce village situé dans la plaine koumyke sur la route Makhatchkala-Astrakhan a été fondé en 1900 par des colons allemands venant de Bessarabie. Ils baptisent leur nouvelle colonie du nom d'Eigenheim. D'autres colons les rejoignent dans les années qui suivent comme à Neu-Hoffnung. Les colons d'Eigenheim se voient octroyer deux mille déciatines de terres. Ils construisent une école allemande. En 1914, ils sont 458 habitants. Le village est rebaptisé Novonikolaïevka à cause de la guerre, de même que Saint-Pétersbourg est rebaptisée Petrograd, pour effacer les toponymes à consonances allemandes.
Les mois qui suivent la Révolution d'Octobre et la fin de la Première Guerre mondiale les obligent à être expulsés de leur village à cause d'incursions meurtrières de Tchétchènes islamistes qui profitant de l'effondrement de l'Empire russe veulent les chasser de la région. L'arrivée au pouvoir plus tard des Bolchéviques permettent leur retour en partie.
Mais en 1944, alors que la plupart des Allemands du Daguestan (et d'autres républiques d'URSS) avaient été déportés en 1941, c'est au tour des sovkhoziens de l'ancien Eigenheim d'être déportés au Kazakhstan, dont ils ne reviennent pas pour la presque totalité d'entre eux. Leur village est renommé « sovkhoze du Quinzième anniversaire de la fondation de la RSSA du Daghestan », puis « Tatayourt ». Il est peuplé de Koumyks et de Nogaïs. Quelques familles allemandes cependant reviennent lorsqu'elles sont réhabilités en 1964 (avec des Tchétchènes), mais elles finissent par émigrer en Allemagne dans les années 1990. Ils ne restaient que trois familles de descendants d'Allemands au village en 2007
.